# 倉橋駅
倉橋駅（くらはしえき）は、千葉県旭市倉橋にある、東日本旅客鉄道（JR東日本）総武本線の駅である。

## 歴史
- 1960年（昭和35年）6月1日：日本国有鉄道の駅として開設[1][2]。気動車の旅客のみ取り扱う駅員無配置駅[3]。
- 1987年（昭和62年）4月1日：国鉄分割民営化に伴い、東日本旅客鉄道（JR東日本）の駅となる[4]。
- 2008年（平成20年）12月：駅舎改築[1]。
- 2009年（平成21年）3月14日：ICカード「Suica」の利用が可能となる[5]。東京近郊区間に組込まれる[5]。

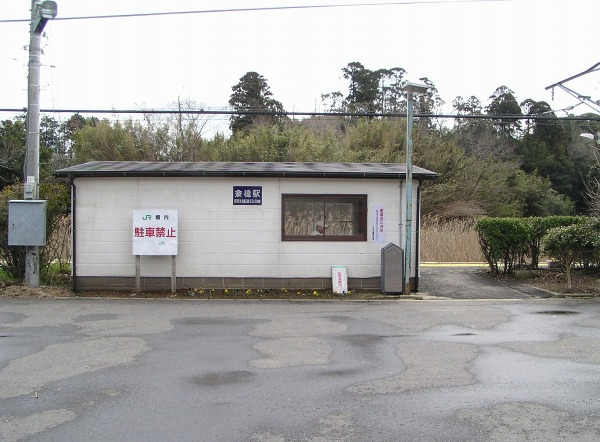
旧駅舎（2006年3月）

## 駅構造
単式ホーム1面1線を有する地上駅。ホームは嵩上げされていない。ホームは8両編成まで対応する。
成田統括センター（銚子駅）管理の無人駅。乗車駅証明書発行機、簡易Suica改札機が設置されている。駅前にはトイレ（水洗式、多機能トイレ併設）、自動販売機がある。
| 路線      | 方向 | 行先         |
| --------- | ---- | ------------ |
| ■総武本線 | 上り | 旭・成東方面 |
| ■総武本線 | 下り | 銚子方面     |

（出典：JR東日本:駅構内図）

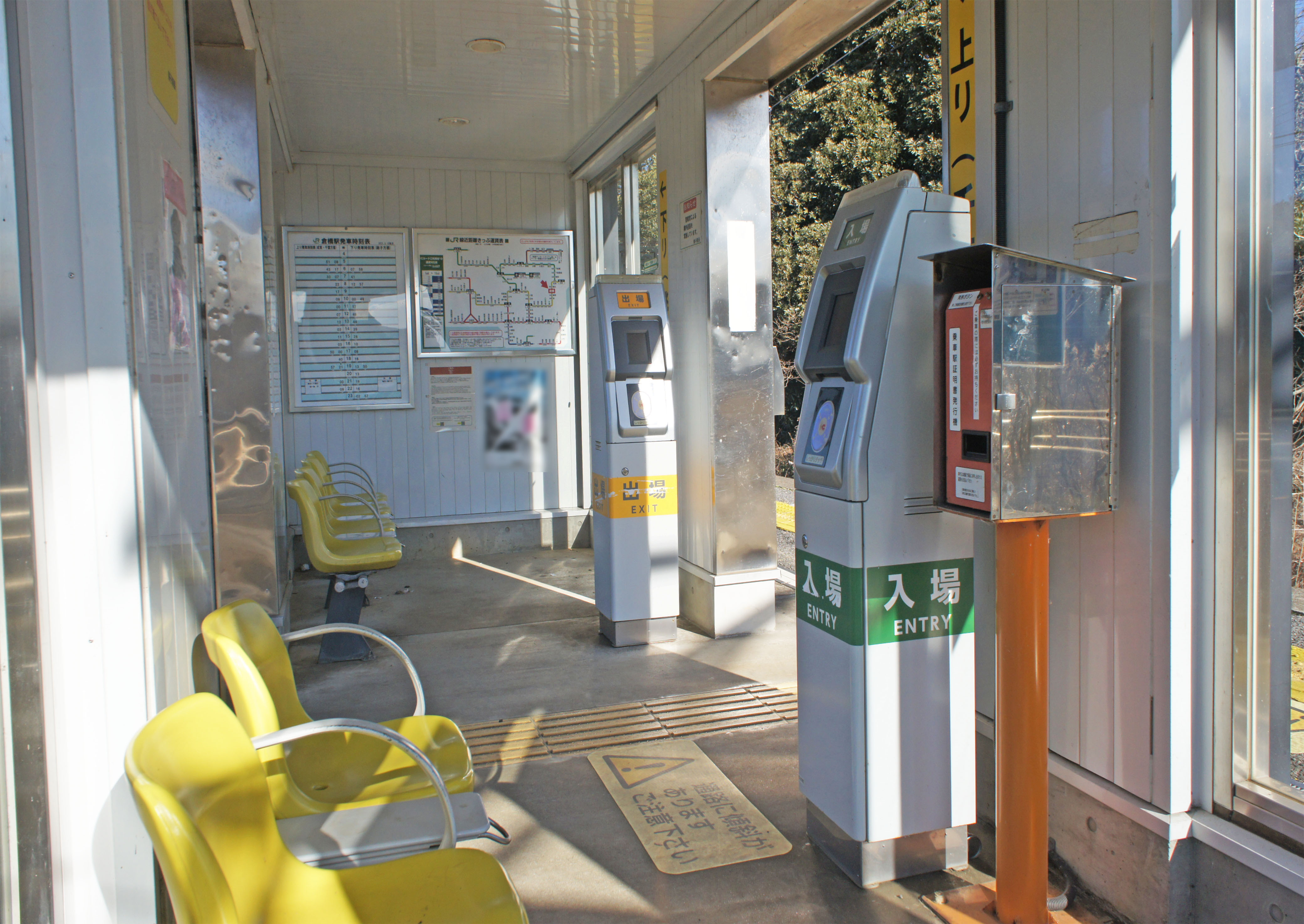
改札口と待合室（2022年2月）
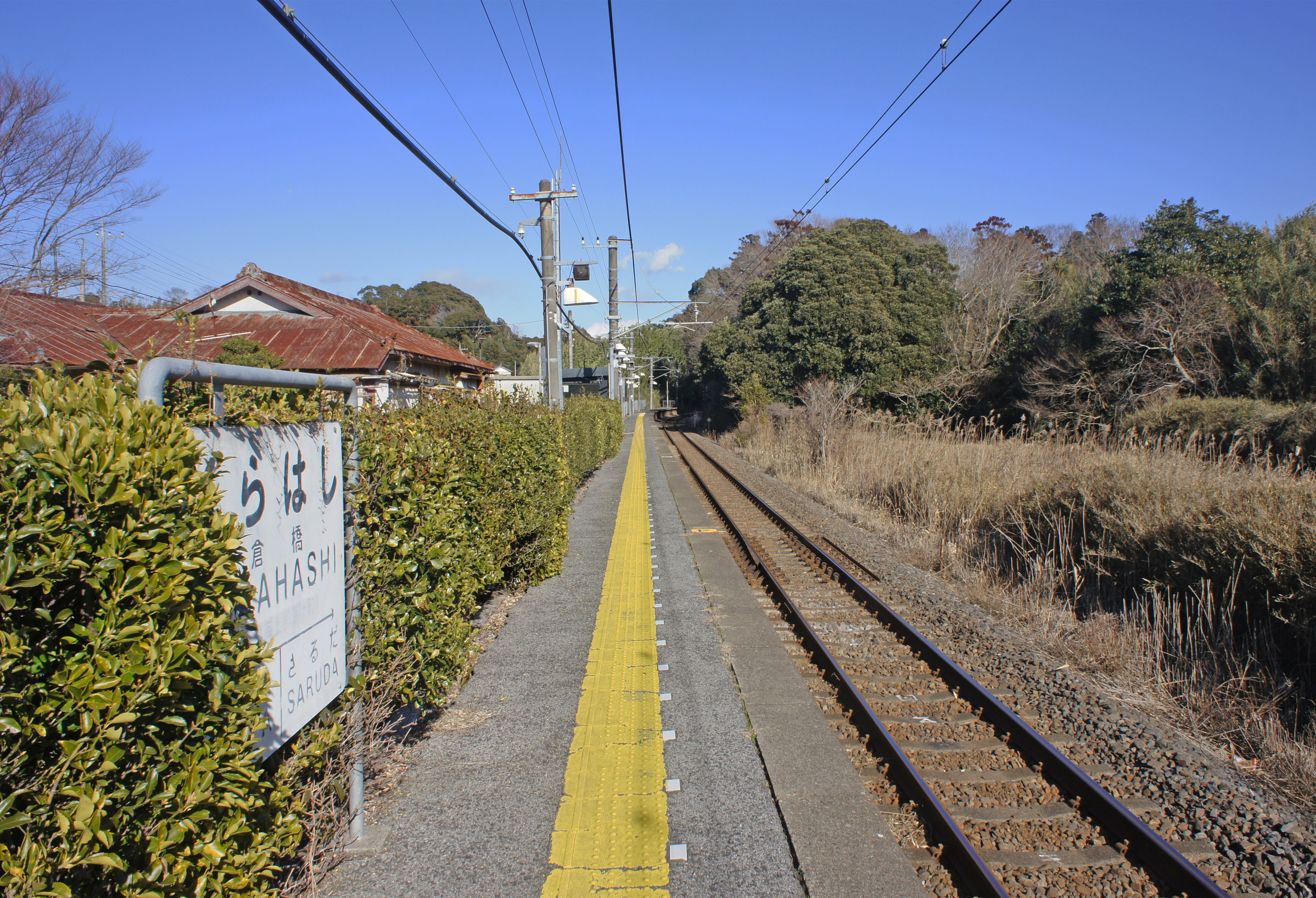
駅ホーム（2022年2月）

## 利用状況
2006年（平成18年）度の1日平均乗車人員は61人である。総武本線では最も少ない。
千葉県統計年鑑によると、近年の1日平均乗車人員の推移は以下の通り。
| 年度               | 1日平均 乗車人員 | 出典     |
| ------------------ | ---------------- | -------- |
| 1990年（平成02年） | 75               | [ * 1 ]  |
| 1991年（平成03年） | 66               | [ * 2 ]  |
| 1992年（平成04年） | 60               | [ * 3 ]  |
| 1993年（平成05年） | 62               | [ * 4 ]  |
| 1994年（平成06年） | 63               | [ * 5 ]  |
| 1995年（平成07年） | 66               | [ * 6 ]  |
| 1996年（平成08年） | 69               | [ * 7 ]  |
| 1997年（平成09年） | 73               | [ * 8 ]  |
| 1998年（平成10年） | 73               | [ * 9 ]  |
| 1999年（平成11年） | 67               | [ * 10 ] |
| 2000年（平成12年） | 69               | [ * 11 ] |
| 2001年（平成13年） | 67               | [ * 12 ] |
| 2002年（平成14年） | 68               | [ * 13 ] |
| 2003年（平成15年） | 68               | [ * 14 ] |
| 2004年（平成16年） | 68               | [ * 15 ] |
| 2005年（平成17年） | 63               | [ * 16 ] |
| 2006年（平成18年） | 61               | [ * 17 ] |

## 駅周辺
駅前は千葉県道71号銚子旭線が通っている。過去には駅前にアグリミュージアム総武はな遊園があり、テーマパークの最寄駅となっていた。
- 旭市立鶴巻小学校
- 鶴巻保育園
- 天神社
- ユニオンゴルフ旭
- 熱田牧場海上分場
- 旭市コミュニティバス「倉橋駅」停留所 - 海上ルート[8]

## 隣の駅
東日本旅客鉄道（JR東日本）
■総武本線
飯岡駅 - 倉橋駅 - 猿田駅

#### 利用状況に関する資料
1. ↑  千葉県統計年鑑 - 千葉県
2. ↑  統計あさひ - 旭市

千葉県統計年鑑
1. ↑  千葉県統計年鑑（平成3年）
2. ↑  千葉県統計年鑑（平成4年）
3. ↑  千葉県統計年鑑（平成5年）
4. ↑  千葉県統計年鑑（平成6年）
5. ↑  千葉県統計年鑑（平成7年）
6. ↑  千葉県統計年鑑（平成8年）
7. ↑  千葉県統計年鑑（平成9年）
8. ↑  千葉県統計年鑑（平成10年）
9. ↑  千葉県統計年鑑（平成11年）
10. ↑  千葉県統計年鑑（平成12年）
11. ↑  千葉県統計年鑑（平成13年）
12. ↑  千葉県統計年鑑（平成14年）
13. ↑  千葉県統計年鑑（平成15年）
14. ↑  千葉県統計年鑑（平成16年）
15. ↑  千葉県統計年鑑（平成17年）
16. ↑  千葉県統計年鑑（平成18年）
17. ↑  千葉県統計年鑑（平成19年）